# 錢仲聯
錢仲聯（1908年—2003年），初名萼孫，字仲聯，號夢苕，以字行，江蘇常熟人，原籍浙江省吴兴县，中国文学研究家，任教於大夏大學、無錫國學專修學校、南京中央大學、蘇州大學等校。有“昆侖萬象一代詩豪”、“清詩功臣”之美譽。

## 生平
1908年，钱仲联出生於江蘇常熟虞山鎮，是翁同龢二姐之孫。幼承家學，1923年底，毕业于常熟县立师范。翌年春，毕业于常熟县立师范。翌年春天，经其姑父俞钟銮介绍，以第一名考入无锡国学专修学校。1926年，自無錫國學專修學校畢業，並於《學衡》上發表其第一篇論文〈近代詩評〉，從此開啟其一生學術之序幕。
錢仲聯長期致力於中國古典文學之教學與研究，並於蘇州大學成立明清詩文研究室，以十年之時間編寫了《清诗纪事》一書。
2003年12月4日中午12點18分去世，享年96歲。

## 著作
著有《人境廬詩草箋注》、《韓昌黎詩系年集釋》、《劍南詩稿校注》、《鮑參軍集注》、《近代詩鈔》等書。

## 評價
- 錢鍾書：「仲聯先生與諸君子之願力學識，歷史載筆，當大書而特書，舉世學人受益無窮」。